# Galathea mauritiana
Galathea mauritiana is een tienpotigensoort uit de familie van de Galatheidae. De wetenschappelijke naam van de soort is voor het eerst geldig gepubliceerd in 1914 door Bouvier.